# 꽌타인 사당

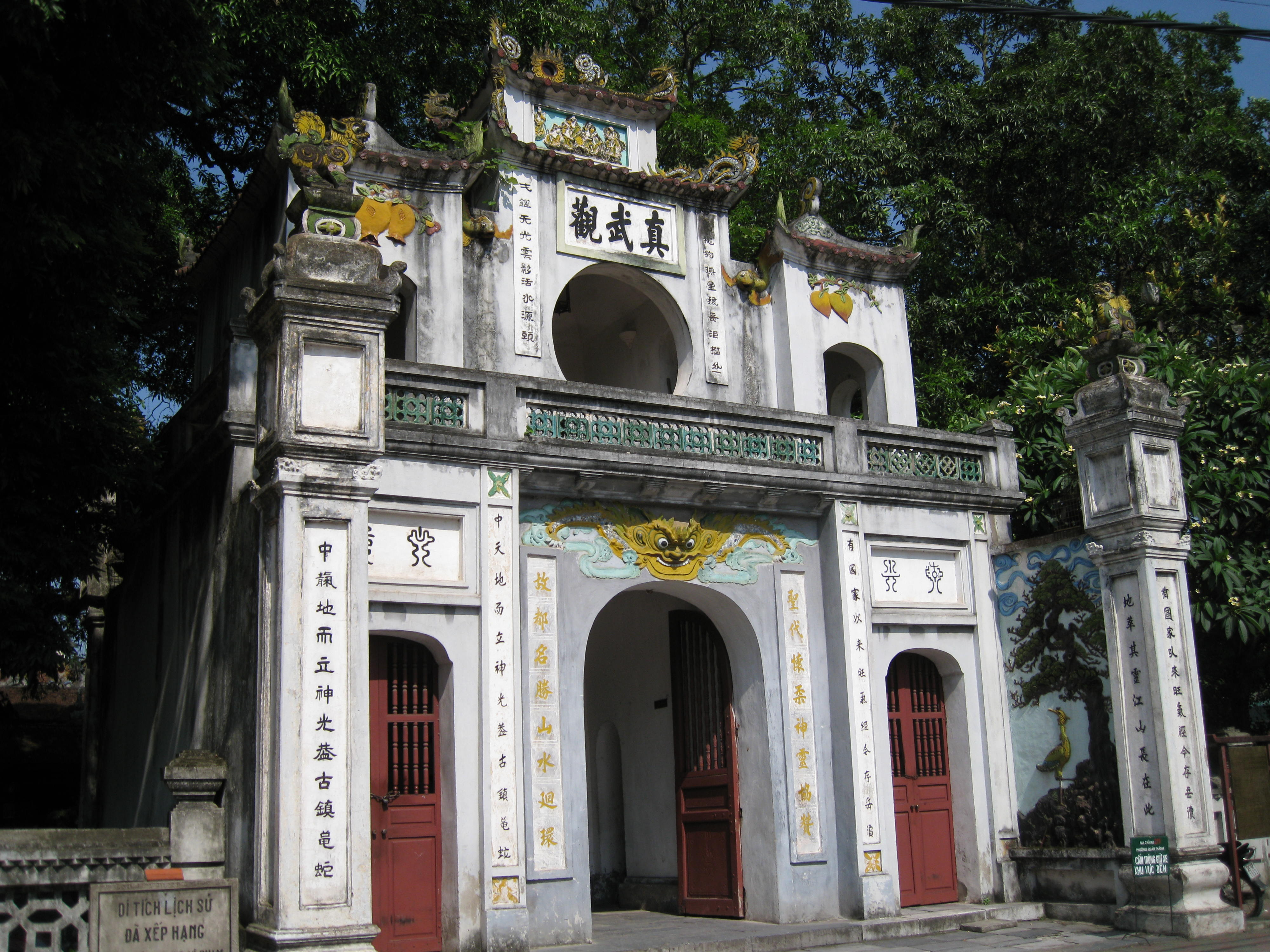
꽌타인 사당

꽌타인 사당(베트남어: Đền Quán Thánh)은 베트남 하노이에 있는 도교 사원으로, 11세기에 지어진 사당이다. 진무(眞武)에게 봉헌된 사당이었으로 예전엔 쩐부꽌(베트남어: Trấn Vũ Quán / 眞武觀)으로 불렸다. 현천진무신(玄天眞武)의 동상은 높이 약 4m, 무게는 약 4톤으로 베트남 최대의 동상이다. 하노이 4대 신성 사당 중 하나로, 꽌타인 사당은 꽌타인 프엉에 있는 떠이호 근처에 위치해 있으며, 관광객들에게 인기 있는 목적지이기도 하다.